# Smala
La smala fou un sistema d'organització establert a l'Algèria francesa que designava a una persona o tribu que es desplaçava emportant-se tots els seus béns. Hauria agafat el nom de la tribu Zmala.
Abd al-Kader va demanar als caps de Mascara i Tlemcen d'organitzar-se com smala per anar a viure en tendes de manera a estar preparats per combatre els francesos. La smala d'Abd al-Kader fou dispersada el 16 de maig de 1843 i abraçava a fins a un màxim de 60.000 persones (pocs de la tribu zmala) amb uns 5.000 combatents. El lloc on sovint residia l'emir s'anomena Zmala (els francesos l'anomenaven Ferme Saint-Paul) a Kashrui, a uns 20 km al sud-sud-oest de Mascara.
Els francesos van emprar aquesta forma de desplaçament. El 21 de juliol de 1845 es van organitzar tres regiments de sipahis i cadascun vivia en smala amb la família i béns. El pla no va reeixir i el reclutament fou reduït i mai va tenir efectes en l'agricultura.